# 大導寺 (矢板市)
大導寺、大導寺（だいどうじ）は、栃木県矢板市の伊佐野地区（大字下伊佐野）字大導地に存在した寺。

## 沿革
大導寺は、現在「大導地」と呼ばれる場所にあったと伝えられる寺であるが、その形態や宗派、事績が全く伝わっておらず、その存在については疑問とする主張も多い。矢板市史では、その伝承に触れながらも存在を疑問視している。しかしながら、現地には寺跡と考えられる遺構が残っており、矢板市が発行する遺跡地図でもその存在を認めており、疑問符をつけながらも「大導寺跡（伝）」という形で、これを紹介している。また、近くの墓地には、寺の住職のものであろう卵塔も残っており、矢板市の廃寺調にも大導寺は列記されている。
寺については、現地には「矢板」姓が多いためか、当地に住した矢板氏の菩提寺として創建されたとする伝承や、踏鞴戸平兵衛を始めとした踏鞴戸一族に関係する寺である、とする伝承など様々にあるが、どれも確証がなく定かではない。
現在、大導寺があったとされる遺構の土地は、寺の跡ということで時の地主により近くの持宝院という寺に寄贈され、持宝院の所有になっている。

## 参考資料
- 『矢板市史』
- 『矢板市遺跡地図』